# Ascanio Persio
Ascanio Persio, né à Matera, le 9 mars 1554 et mort à Bologne le 1er février 1610, est un philologue italien de la Renaissance.

## Biographie
Ascanio Persio naquit le 9 mars 1554 à Matera, dans la Basilicate. Ayant fait une étude approfondie de sa langue maternelle, il en éclaircit les origines dans un curieux ouvrage intitulé Discorso intorno alla conformità della lingua italiana con le più nobili antiche lingue e principalmente con la greca, Venise, 1592, in-8°, et Bologne, même année. Cette seconde édition est la plus estimée. Depuis plusieurs années, Ascanio s’occupait d’un Vocabolario italiano, dans lequel il promettait de montrer qu’une foule de mots que l’on croit empruntés des langues étrangères ont leurs racines dans l’italien même ; mais il n’eut pas le loisir de terminer ce grand ouvrage, qui, selon Apostolo Zeno, ne pouvait manquer d’être un véritable trésor (voy. la Bibliot. de Fontanini, t. 1, p. 37). Il avait commencé pour les œuvres d’Homère, un Index sur le plan de celui que Nicol. Erythræus (Rossi) a fait pour les œuvres de Virgile, et il publia l’Index du premier livre de l’Iliade, Bologne, 1597, in-8°. Le savant évêque de Cythère, Margunius, et Alde Manuce le Jeune l’encouragèrent à poursuivre cet utile travail ; mais la mort prématurée de Persio ne lui permit pas de le compléter. Il entretint une correspondance très-étendue avec les savants de son temps. On trouve quatre lettres de lui dans la Raccolta de Turchi. Un ouvrage d’Ascanio Persio, en italien, a été traduit en français par Jean de Thier, sous le titre de Louanges de la folie, Paris, 1566, in-8°.